# ديبولديسفالده
ديبلديزوالده (بالألمانية: Dippoldiswalde) هي Grosse Kreisstadt، قرية و بلدة ألمانية تقع في ألمانيا في سويسرا السكسونية-جبال الخام الشرقية [الإنجليزية]. يقدر عدد سكانها بـ 14,471 نسمة .